# Lyrikabend am 11. Dezember 1962

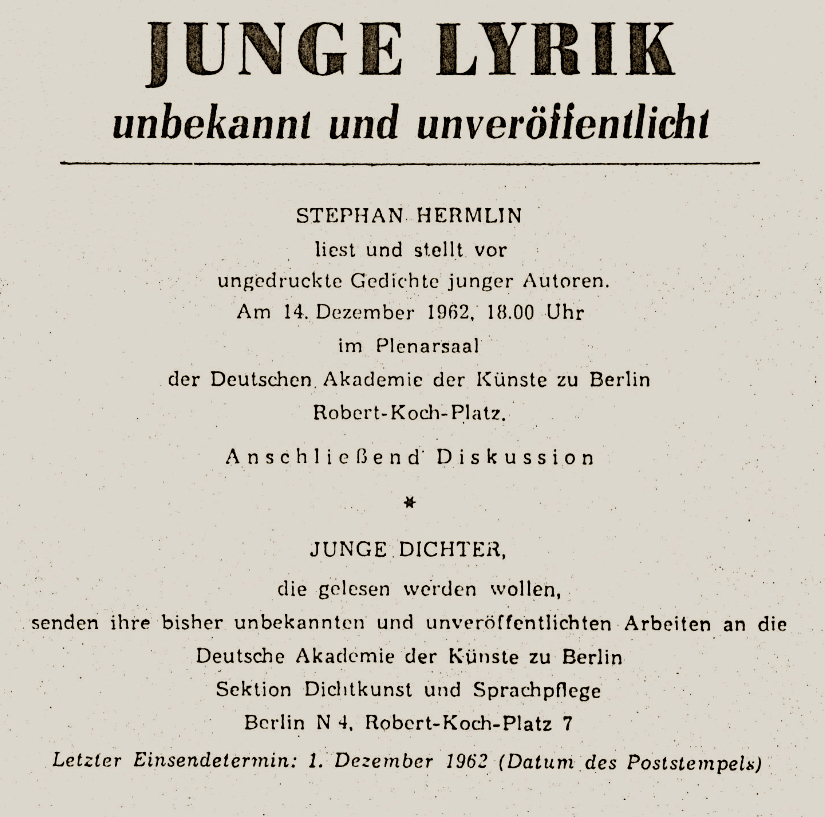
Anzeige in der Kulturwochenzeitung Sonntag

Am Lyrikabend am 11. Dezember 1962 wurden Texte von 27 jungen Lyrikern in Ost-Berlin vorgelesen. Er wurde später von der SED scharf kritisiert und führte zur Absetzung des Veranstalters Stephan Hermlin von seinen Funktionen als Leiter der Sektion Dichtkunst und Sprachpflege der Akademie der Künste der DDR und als Vizepräsident des Schriftstellerverbandes.

## Vorgeschichte
Seit Anfang der 1960er Jahre gab es ein wachsendens Interesse an Lyrik von jungen Autoren in der DDR.
In Moskau hatte es Lesungen von Jewgeni Jewtuschenko mit vielen Tausend Zuhörern gegeben.
In der DDR hatten Gerhard Wolf (Begegnung mit uns selbst, 1961) und Gisela Steineckert (Liebesgedichte, 1962) erste Anthologien mit Lyrik junger Autoren herausgegeben.
Der Vorsitzende der Sektion Dichtkunst und Sprachpflege der Akademie der Künste der DDR Stephan Hermlin hatte im Oktober 1962 bei einer Lesung eigener Texte mit Kurt Barthel, Franz Fühmann junge Autoren aufgefordert, ihm Texte zuzusenden.
Er ließ auch Anzeigen in einigen Zeitungen und Zeitschriften wie der Jungen Welt (am 14. November 1962) und dem Sonntag (am 28. Oktober 1962 und 18. November 1962) veröffentlichen.
Darauf erhielt er zahlreiche Gedichte, von denen er 63 für eine öffentliche Lesung auswählte.. Offizieller Veranstalter war die Akademie der Künste der DDR.

## Verlauf

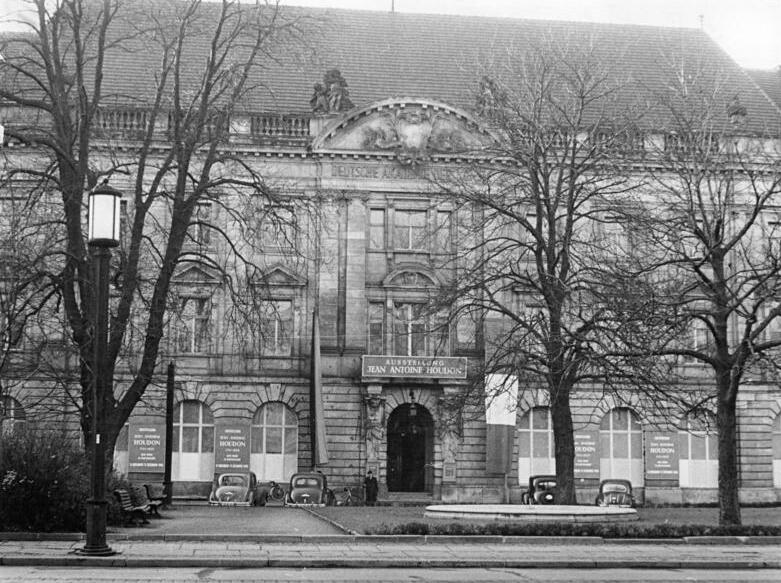
Akademie der Künste

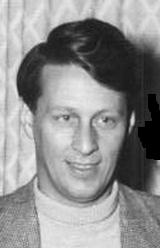
Stephan Hermlin, 1954

Am Abend des 11. Dezember kamen etwa 400 Zuhörer in den dicht gefüllten Plenarsaal der Akademie der Künste am Robert-Koch-Platz.
Darunter waren auch der Akademiepräsident Willi Bredel, die Schriftsteller Bodo Uhse, Franz Fühmann, Paul Wiens, Hermann Kant und Kurt Stern, der Maler Willi Sitte, der Bildhauer Fritz Cremer und der Fotokünstler John Heartfield.
Stephan Hermlin spielte zuerst einige Lieder von Wolf Biermann vom Tonband. Danach las er 63 Texte von 27 Autoren.
Am meisten Beifall erhielten die Gedichte von Volker Braun, die als letzte vorgetragen wurden, besonders Kommt uns nicht mit Fertigem.
Nach einer kurzen Pause lud Stephan Hermlin das Publikum zur Diskussion ein.
Es wurde bald der Vorschlag geäußert, dass die anwesenden Autoren noch weitere eigene Texte vortragen sollten. Stephan Hermlin kannte die meisten Autoren gar nicht und wusste auch nicht, wer von ihnen im Saal anwesend war.

„Aber ich habe jetzt zum Beispiel Biermann kennengelernt, den ich gar nicht gekannt habe. Ich kenne alle anderen eigentlich überhaupt nicht, hab
sie nie gesehen, also Jentzsch oder Volker Braun und die anderen, wer
ist eigentlich hier? Ich würde mal gerne wissen, wer da ist, von den
Vorgelesenen.“

Nun wurden weitere Texte von jungen Autoren vorgetragen, die vorher nicht eingereicht worden waren, und teilweise sehr kritische Töne enthielten.
Wolf Biermann sang  sein sarkastisches „An die alten Genossen“ und weitere Lieder. Er sagte auch

„Es ist natürlich schwer, Maßstäbe für Lyrik zu finden, wenn man ständig das „Neue Deutschland“ liest. Was dort an Lyrik veröffentlicht wird, das kann einen nur zum Erbrechen bringen.“

Dafür erhielt er Beifall. In der Diskussion wurde dann mehrfach Kritik an der Veröffentlichungspraxis in der DDR geübt.
Darauf reagierte der Feuilletonchef des SED-Zentralorgans „Neues Deutschland“, Willi Köhler aufgebracht:

„Das ist eine gelenkte Atmosphäre, die gegen das „Neue Deutschland“ hier geschaffen worden ist. Hier entsteht eine Plattform!“

Stephan Hermlin als Veranstaltungsorganisator reagierte sehr scharf

„Ich möchte als Versammlungsleiter in aller Form und ruhig mich schärfstens gegen das wenden, was Sie eben gesagt haben. Ich warne Sie, derartige Dinge in die Welt zu setzen, daß es hier eine gelenkte Diskussion ist. Ich warne Sie. Dieses Argument werde ich nicht noch einmal akzeptieren. Hier findet eine ganz sachliche, ruhige, lebendige, und parteiliche Aussprache statt.“

Der anwesende Fotokünstler „John Heartfield ließ sich von Hermlins Empörung anstecken und steigerte sich in ermunternde Zurufe an diese jungen poetischen Stimmen, die „unser Staat“ so nötig habe.“ Auch der bekannte Bildhauer Fritz Cremer unterstützte Hermlin.
Dem Vertreter des Zentralkomitees Willi Lewin gelang es, zwischen den aufgebrachten Fronten zu vermitteln. Selbst Willi Köhler nahm daraufhin seinen Vorwurf zurück und versprach, „die Lyrik-Situation im „Neuen Deutschland“ zu verbessern“.
Danach wurden bis kurz nach Mitternacht diskutiert und weitere Texte gelesen.

„Selten endete eine Dichterlesung so gelöst, endlich waren freie und befreiende Worte gesprochen, die Weichen für eine lang ersehnte Wende waren gestellt worden.“

## Reaktionen
Die Reaktionen auf den Lyrikabend waren zunächst positiv. Der neue Chefredakteur der Literaturzeitschrift Sinn und Form Bodo Uhse bat viele der Autoren, dass er Gedichte von ihnen im Januarheft 1963 abdrucken könne.
In der BZ am Abend hieß es am nächsten Tag

„So turbulent ging es bei einem literarischen Abend seit Jahr und Tag nicht zu. Die Berliner wollen offenbar den Moskauern in ihrem Andrang nach Gedichten nicht länger nachstehen.“

Die Berichte in der Berliner Zeitung, der Tribüne und der Neuen Zeit  waren etwas verhaltener, aber immer noch positiv.
Auch der Mitarbeiter der Kulturabteilung des ZK der SED Willi Lewin lobte den Abend in einem internen Bericht. Der IM des MfS „Martin“ (= Hermann Kant) kritisierte Stephan Hermlin für seine nicht parteiliche Diskussionsleitung, hielt ihn aber trotzdem weiter für vertrauenswürdig.
Der interne Bericht des attackierten ND-Journalisten Köhler war dagegen wesentlich unzufriedener.
Auch der Chefredakteur der Kulturzeitschrift Sonntag Bernt von Kügelgen übte in einem Artikel am 6. Januar scharfe Kritik an einigen Gedichten und dem Verlauf der Diskussion.
Am 9. Januar 1963 forderte dann der stellvertretende Ministerpräsident Alexander Abusch das Präsidium der Akademie der Künste auf, Konsequenzen zu ziehen und Stephan Hermlin von seinen Funktionen zu entbinden.
Auch im SED-Zentralorgan Neues Deutschland wurde dieser scharf kritisiert.
Der verantwortliche Chefideologe und Philosophieprofessor Kurt Hager kritisierte auf dem VI. Parteitag der SED im Januar 1963

„Der Lyrikabend der Akademie, der auf Initiative und unter Leitung des Genossen Hermlin stattfand, wurde zu Ausfällen gegen das Zentralorgan der Partei mißbraucht und zur Verbreitung von Gedichten, die vom Geist des Pessimismus, der unwissenden Krittelei und der Feindschaft gegenüber der Partei durchdrungen waren.“

Stephan Hermlin musste Selbstkritik üben und wurde im März 1963 gezwungen, sein Amt als Sekretär der Sektion Dichtkunst und Sprachpflege der Deutschen Akademie der Künste niederzulegen, wenig später auch das des Vizepräsidenten des Deutschen Schriftstellerverbandes.

## Vorgetragene Gedichte

### Von Stephan Hermlin vorgelesene Gedichte
Von Stephan Hermlin wurden 63 Gedichte in dieser Reihenfolge vorgelesen.
- Hannes Würtz, “Mir träumte neulich nachts”
- Wolf Biermann, “Für Dich”, “Jahrmarkt am Rhein”, “Frühzeit.”
- Kurt Bartsch, “Assoziation”, “Grabrede auf einen Unpolitischen.”
- Klaus Möckel, “Richtfest.”
- Friedemann Berger, “Das ist genug”, “Der Herbst ist ein Gebilde aus.”
- Michael Franz, “Berlin Sommer 62”, “Unsere Liebe.”, “Im Frühling”
- Werner Stock, “Oktober.”
- Rainer Kirsch, “Gespräch”, “Meinen Freunden, den alten Genossen”, “2005.”
- Joachim Rähmer, “Der Salznapf”, “Der Stuhl.”
- Micaela Lübke, “Wir haben gestern an dem Fluss gesessen”, “Zu lyrisieren, wie die Sonnenstrahlen”, “Den Tränenquatsch vom Liebsten in der Ferne”, “Im Lieben Perspektiven auszudenken.”
- Rolf Richter, “Hoffnung”, “Kalter Mai”, “Moskau”, “Landschaft”, “Der angebissene Apfel auf dem kleinen Tisch.”
- Peter Diezel, “Unser Tag”, “Unrast.”
- Sarah Kirsch, “Quergestreiftes”, “Vom Brotbacken”
- Frank Tittmann, “Dieser Regen”, “Nur ein Morgen.”, “Sicher / wärmt selbst / der schwarze Schnee”, “Meine Liebe kommt gezeichnet.”
- Helmut Baierl, “Protokolle.”
- Diethelm Jaeger, “Heute mein großer Junge / studierst du doch und lachst ….”
- Günter Wünsche, “Kaffee.”
- Dieter Frycia, “Stunde und Weg.” [19]
- Erika Stürmer, “der silberne fisch durchschneidet die fluten.”
- Christof Walther, “Dank an Ernst Busch.”
- Lisa Jobst, “Die Uhr.”
- B. K. Tragelehn, “Ode an zwei Brötchen.”
- Günter Engelmann, “Der Junge sagt”, “Abend”, “Trüber Tag.”
- Bernd Jentzsch, “Die grünen Bäume starben in uns ab”, “Wirkungen gefällter Bäume”, “Inhalt für Poeme”, “Wasserpoesie”
- Uwe Greßmann, “Im Garten”, “An den Raum”, “An die Sonne.”
- Volker Braun, “Unsere Gedichte”, “Stampfe in die Mädchenträume”, “Schlacht bei Fehrbellin”, “Jugendobjekt”, “Kommt uns nicht mit Fertigem”, “Unser Glück ist total”, “Vorläufiges.”
- Axel Schulze, “Endspurt beim Langlauf”, “Momentaufnahme beim Speerwurf”, “Astronauten.” (wurde von Hermlin am Beginn der Diskussion gelesen)

### Von den Autoren vorgetragene Texte
Danach wurden 29 Texte von den Autoren selbst vorgetragen oder vorgesungen (Biermann).
- Bernd Jentzsch, “Warnung vor dem Jubel.”
- Joachim Rähmer, “Neue Farbe.”
- Kurt Bartsch, “Himmelfahrt Einundsechzig.”
- Wolf Biermann, “An die alten Genossen.”
- Friedemann Berger, “Lehrgedicht über lyrisches Spektrum.”
- Wolf Biermann, “Der Hausarzt.”, “Die Verkäuferin.”, “Der Verkehrspolizist.”, “Der erste Dorfmai.” , “Himmelfahrt in Berlin.”, “Die Ballade von dem Drainageleger Fredi Rohsmeisl.”,“Das Karin-Lied.”
- Günter Engelmann, “Mein Schreibtisch ist die rußige Fabrik.”, “Spiele ich mit meinem Kinde.”, “Partei, das ist nicht der Mann mit dem Abzeichen, sondern Partei, das bin ich.”
- Sarah Kirsch, “Der Saurier.” , “Hierzulande gibt es Ameisen.”
- Rainer Kirsch, “Alte Kisten.”, “Heute war ich eine Linse.”
- Klaus Möckel, “Das Tuschepferdchen.”
- Frank Tittmann, “Wenn die Nacht ihre Finger.”
- Karl Mickel, “Wenn der Frieden ausbricht.”
- Hans Peter Leske, “Hingehen.”, “Deine Augen sind grau wie der Flug der Wildgans.”, “Du bist braune Augen.”, “Sonne, wie Hafergaben.”
- Wolf Biermann, “Soldatenlied.”,“Das Lied vom Traktoristen Kalle.” , “Das Lied von dem Mädchen mit dem sehr roten Kleid.” (als 92. und letzter Text/Lied des Abends)

### Einzelne Texte
Einige kurze Texte als Beispiele für die Lyrik dieses Abends mit einigen Gedichten
B. K. Tragelehn,
„Ode an zwei Brötchen“

Sättigende! Billige! Fünf Pfennig das Stück.

Ihr vom Erlös der leeren Milchflaschen

Erschwinglichen! Ihr

In der rauen Zeit vor Honorarempfang

Treuen! Braune, knusprige, innen

weiche und weiße! Erhaltend

Zum Dichten den Dichter:

Euch zu loben, Bescheidene! Nützliche!

Vereinigen sich:

Darm, Gaumen, Brieftasche

Knurrend.
Volker Braun,
„Kommt uns nicht mit Fertigem“.

Kommt uns nicht mit Fertigem!

Wir brauchen Halbfabrikate!

Kommt uns nicht mit Fertigem!

Wir brauchen Halbfabrikate!

Weg mit dem Rehbraten – her mit dem Wald und dem Messer!

Hier herrscht das Experiment

und keine steife Routine.

(…)

Für uns sind die Rezepte nicht aufgeschrieben, mein Herr.

Das Leben ist kein Bilderbuch mehr, Mister, und keine peinliche

Partitur, Fräulein,

Nix zum Herunterdudeln! Hier wird ab sofort denken verlangt.

Raus aus den Sesseln, Jungs!

Feldbett – meinetwegen.

Nicht so feierlich, Genossen,

das Denken will heitere Stirnen!

Wer sehnt sich hier nach wilhelminischem Schulterputz?

Unsere Schultern tragen einen Himmel voll Sterne.

Alles Alte prüft: her, Kontrollposten Jugend!

Hier wird Neuland gegraben und Neuhimmel angeschnitten –

Hier ist der Staat für Anfänger, Halbfabrikat auf Lebenszeit.

Hier schreit eure Wünsche aus: an alle Ufer

Trommelt die Flut eurer Erwartungen! (…)
Wolf Biermann
„An die alten Genossen“

(…)

„Drum seid mit meiner Ungeduld

Nicht ungeduldig, ihr alten Männer;

Geduld

Geduld ist mir die Hure der Feigheit

Mit der Faulheit steht sie auf Du und Du

Dem Verbrechen bereitet sie das Bett.

Euch aber ziert Geduld.

Setzt Eurem Werk ein gutes Ende

In dem ihr uns

Den neuen Anfang laßt!“

### Autoren

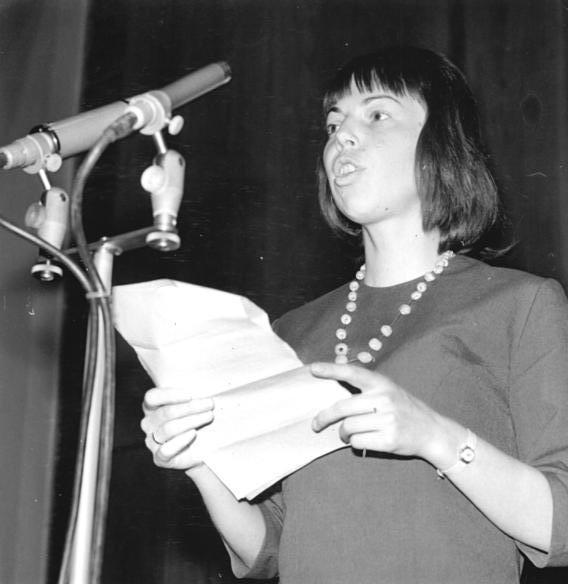
Sarah Kirsch, 1963, bei einer Lyriklesung

#### Alphabetische Liste
Helmut Baierl, Kurt Bartsch, Friedemann Berger, Wolf Biermann, Volker Braun, Peter Diezel, Günter Engelmann, Michael Franz, Dieter Frycia, Uwe Greßmann, Diethelm Jaeger, Bernd Jentzsch, Lisa Jobst, Rainer Kirsch, Sarah Kirsch, Hans Peter Leske, Micaela Lübke, Karl Mickel, Klaus Möckel, Joachim Rähmer, Rolf Richter, Axel Schulze, Werner Stock, Erika Stürmer, Frank Tittmann, B. K. Tragelehn, Christof Walther, Günter Wünsche, Hannes Würtz.

#### Einige wenig bekannte Autoren
Über einige der beteiligten Autoren sind nur sehr wenige Informationen bekannt.

- Dieter Frycia, Kameramann, zwei Kurzdokumentarfilme Liebesbriefe 66 (1965/66), Die Stürmer (1967)[22], keine Gedichtveröffentlichungen

- Hans Peter Leske, keine Informationen feststellbar, möglicherweise Hans-Joachim Leske (1929–2015), aus Stendal/Gardelegen, Autor von Kinderbüchern und Erinnerungen im Selbstverlag[23]

- Micaela Lübke, geboren 1943, Gedichte in drei Anthologien, Sinn und Form (1/1963), Auftakt 63 (1963), Nachricht von den Liebenden (1965)[24]; sie war am  6. März 1964 bei einer internen Lesung von Alfred Kurella beteiligt[25]

## Bedeutung
An diesem Abend des 11. Dezember 1962 traten erstmals junge Lyriker in der Öffentlichkeit in Erscheinung, die danach zu den bedeutendsten Autoren ihrer Generation in der DDR gerechnet wurden: Sarah Kirsch, Wolf Biermann, Volker Braun, Bernd Jentzsch, Karl Mickel, Rainer Kirsch und weitere. Stephan Hermlin kannte zu dieser Zeit offenbar keinen von ihnen persönlich.

„Dieser Abend im Dezember 1962 atmet Geschichte. Die Energie und 
Entschlossenheit der Texte und ihres Vortrags überträgt sich auch ein halbes Jahrhundert später. Die Kunstakademie versammelt[e] 
Dichterstimmen, die heute nicht nur für die DDR-Lyrik stehen, sondern zum Bleibenden zählen, was deutsche Poesie in den zurückliegenden Jahrzehnten hervorgebracht hat.“

Die Diskussionen und Lesungen boten dank der lockeren Versammlungsleitung Stephan Hermlins die Möglichkeiten, sich offener über Literatur und  die Gesellschaft in der DDR auszutauschen, als dies bei öffentlichen Veranstaltungen sonst üblich war. Dieses führte fast automatisch schnell  zu sensiblen Themen der DDR-Kulturpolitik und gipfelte in den deutlichen Kritiken an den „alten Genossen“ durch mehrere junge Autoren.
Dieses wurde von den höchsten Verantwortlichen der SED als ein grundsätzlicher Angriff auf die Sicherheit der DDR verstanden und rigoros geahndet.
Den Entscheidungen von Walter Ulbricht und dessen Chefideologen Kurt Hager  zur Absetzung des verantwortlichen Stephan Hermlin  mussten sich alle Kulturverantwortlichen beugen, auch wenn einige dies intern bedauerten.
Der Lyrikabend vom 11. Dezember 1962 galt dennoch als einer der Auslöser der sogenannten Lyrik-Welle in der DDR, dem viele ähnliche Lesungen und Veranstaltungen folgten. Auch wurden einer geförderten Jugendkultur in der DDR ab 1964 mehr Möglichkeiten geboten als bisher (Jugendradio, Deutschlandtreffen usw.)